# Гарнізов Олексій Альбертович
Олексій Альбертович Гарнізов (нар. 25 лютого 1963, Мелітополь) — російський композитор, режисер, продюсер, Заслужений артист Російської Федерації.

## Біографія
Гарнізов Олексій Альбертович народився 25 лютого 1963 року в Мелітополі Запорізької області, на Україні. Олексій рано втратив батьків, і з одинадцяти років у нього почалося доросле життя. Він навчався відразу у трьох школах: загальноосвітньої, музичної та спортивної, виховуючи і дух, і фізичну силу.
У 1977 році він переїхав до Москви, щоб продовжити навчання. У 1985 році Олексій Гарнізов закінчив ГІТІС і отримав спеціальність режисера музичного театру, естради та масових заходів, застав хорошу плеяду педагогів. Першим його вчителем був народний артист Радянського Союзу - режисер музичних театрів і масових уявлень, таких, як «Олімпіада-80» і кремлівські концерти, Іоаким Георгійович Шароєв. Будучи головним режисером Академічного музичного театру опери та балету ім. Станіславського і Немировича-Данченка, він примітив Олексія і забрав до себе помічником. Разом з І. Г. Шароєвим він поставив 8 оперних вистав, і до закінчення інституту у Олексія Гарнізова в активі вже були серйозні постановки. Робота і творче життя, пов'язана з музичним театром, допомогла поєднати в собі якості професійного режисера і композитора.
В ГЦКЗ «Росія» Олексій Гарнізов працював провідним режисером майже 18 років. У цей період він поставив багато яскравих і креативних музичних шоу-програм. Саме на сцені концертного залу «Росія» йому вдалося поставити одні з перших вечорів Раймонда Паулса, «Вернісаж» Іллі Рєзніка, «Панове офіцери» Олега Газманова, концерти Лайми Вайкуле, джазові вечори. Практично всі 90-і роки він тісно працював з Валерієм Леонтьєвим, спеціально для нього були написані програми «Повний місяць», «По дорозі до Голлівуду», «Фотограф сновидінь», «Безіменна планета».